# 罗提 (北魏)
罗提（?—?），原姓叱罗，代郡（今山西省大同市东），北魏开国功臣罗结侄子罗渥之子。
罗渥、罗提父子历任显官。罗提跟随魏太武帝拓跋焘讨夏国赫连昌有功，太武帝把赫连昌之女赐给罗提为妻。

## 家族
父
- 罗渥

子
- 罗云，魏献文帝时任给事中，西征敕勒被袭杀

孙
- 罗盖，罗云子，魏宣武帝时任右将军、直閤将军、龙骧将军、济州刺史
- 罗氏，罗云女，嫁魏孝文帝，生清河王元怿、汝南王元悦

曾孙
- 罗氏，罗盖之女，嫁清河文献王元怿，生清河文宣王元亶（魏孝静帝之父）
- 罗鉴，罗盖之子，冠军将军、岐州刺史、散骑常侍、金紫光禄大夫、主衣都统
- 罗衡，罗盖之子，累天水郡、乐陵郡二郡太守，辅国将军，光州刺史